# Archaeoindris fontoynontii
Archaeoindris fontoynontii är en utdöd primat som levde på Madagaskar. Den listas tillsammans med flera andra utdöda lägre primater i familjen Palaeopropithecidae.
Halvfossila kvarlevor av arten hittades på centrala Madagaskar. Med en uppskattad vikt av 160 till 200 kg och en 269 mm lång skalle var djuret den hittills största kända primaten (förutom människan) som levde på ön. Kraniet har ungefär samma form som hos det likaså utdöda släktet Palaeopropithecus men det var större, kraftigare byggt och med en kortare nos. Utöver skallar hittades bara ett fåtal andra skelettdelar. Enligt dessa antas att kroppsbyggnaden vara lika som hos andra familjemedlemmar med längre främre extremiteter i jämförelse med bakbenen. På grund av storleken antas att Archaeoindris fontoynontii levde på marken. Med tandformeln I 2/2 C 1/0 P 2/2 M 3/3 hade djuret samma tanduppsättning som andra familjemedlemmar samt silkeslemurer.
Enligt uppskattningar dog arten ut för cirka 8000 år sedan. Den fanns alltså inte kvar när människorna nådde ön. Om den har överlevt så länge var den troligen ett lätt jaktbyte.